# Jamestown, Missouri
Jamestown är en ort i Moniteau County i delstaten Missouri, USA.